# Norbert Font i Sagué
Norbert Font i Sagué (Barcelona, 17 de setembro de 1874 — Barcelona, 19 de abril de 1910) foi um geólogo, espeleólogo, naturalista e escritor catalão, considerado o pai da espeleologia na Espanha.

## Biografia
Nascido em 1874 em Barcelona, oriundo de uma modesta família trabalhadora, entrou para um seminário aos 14 anos para se tornar sacerdote. A sua inclinação para os estudos literários e para a arqueologia levaram-o a participar em diversos Jogos Florais, tendo ganho 16 prémios até aos 18 anos de idade. Em 1894, tornou-se sócio do Centro Excursionista da Catalunha (CEC), através do qual viria a conhecer o famoso espeleólogo francês Édouard-Alfred Martel, que acompanhou durante a exploração das mais destacadas grutas da Catalunha, Fou de Bor, em 1896.
Sob a égide do CEC, Font i Sagué conduziu explorações a diversas grutas durante os anos que se seguiram, período durante o qual publicou as suas primeiras obras, entre as quais se destaca o Catálogo espeleológico da Catalunha (1897). Tendo observado de perto as dificuldades e o amadorismo das primeiras explorações de Font i Sagué, o geólogo e engenheiro de minas Lluís Marià Vidal i Carreras, então presidente do CEC, investiu na compra de material de apoio e de segurança para este, incluindo um capacete de bombeiro que se tornaria numa das suas imagens de marca.
Em 1900, foi ordenado sacerdote e começou o curso de Ciências Naturais na Universidade de Barcelona, que prosseguiria em Madrid até se licenciar em 1902 com a classificação de "excelente". Em 1904, exerceu a cátedra de geologia dos Estudos Universitários Catalães e publicou a obra Curso de geologia dinâmica e estratigráfica aplicada à Catalunha. Em 1906, foi nomeado membro da Junta Autónoma de Ciências Naturais da Câmara Municipal de Barcelona, que por sua iniciativa decidiu criar um museu petrográfico ao ar livre no Parque da Cidadela, com reproduções à escala natural de animais extintos; a primeira e única a ser executada foi um grande mamute, construído em 1907 segundo uma maquete do escultor Miquel Dalmau.
Norbert Font i Sagué faleceu em 1910 devido a uma infeção de origem incerta, deixando incompleta a sua última obra, um grande volume sobre a orografia da Catalunha. Em sua memória, a Federação Catalã de Espeleologia atribui todos os anos o prémio "Norbert Font i Sagué" aos melhores trabalhos espeleológicos realizados na Espanha.[carece de fontes?]

## Obras
- Catálogo espeleológico da Catalunha (1897)
- História da Catalunha (1899)
- Breve compêndio da história da literatura catalã (1900)
- Curso de geologia dinâmica e estratigráfica aplicada à Catalunha (1904)
- História das ciências naturais na Catalunha do século IX ao XVIII (1908)
- O dilúvio bíblico segundo a geologia (1909)
- Notas cientificas (1909)